# Nils Sjögren
Nils Axel Gustav Sjögren, född 14 mars 1894 i Stockholm, död 30 juli 1952 i Saltsjöbaden, var en svensk skulptör och målare. Han var gift med Anna Sjögren (född Christensson) och far till konstnären Bengt Sjögren. Nils Sjögrens väg i Saltsjöbaden är uppkallad efter honom.

## Utbildning och levnad
Nils Sjögren var son till restaurangägarna Axel Fritiof Sjögren och Hulda Charlotta Katarina Johansson och växte upp i Stockholm. Som gymnasist var han kvällselev på Wilhelmsons målarskola i Stockholm. Efter faderns önskemål studerade han konsthistoria, klassisk fornkunskap och franska på Uppsala universitet innan han fortsatte sin konstnärsutbildning på heltid. Han studerade skulptur för Antoine Bourdelle i Paris på Académie de la Grande Chaumière under två månader. I dennes efterföljd arbetade han i en klassisk, realistisk stil. I Paris övertog han skulptören Anders Jönssons ateljé nära Porte d'Orleans. Han bodde i Paris till 1922 med Anna Sjögren, som han gift sig med 1919, och företog studieresor till andra europeiska städer. I Frankrike föddes sonen Bengt 1920.
Åter i Sverige var han lärling till Christian Eriksson, av vilken han lärde sig bildhuggarhantverket och lärde sig uppskatta naturstudier. Han fick sitt genombrott 1923 som skulptör med två jaktgrupper med Diana med sin båge respektive Herkules i strid med en av Dianas hjortar, vilka presenterades på det årets jubileumsutställning i Göteborg. Under 1920-talet och början av 1930-talet gjorde han ett antal reliefer med klassiska, mytologiska motiv, bland andra Ikaros över portalen till Liljevalchs konsthall i Stockholm.
Med början med Vasabrunnen på Larmtorget i Kalmar gjorde Nils Sjögren en serie magnifika brunnar i flera svenska städer, bland andra Skara, Borås, Enköping och Malmö. Han blev så bekant för sina brunnar att han bland konstnärskollegor gick under smeknamnet Brunte, myntat av den nära vännen Isaac Grünewald. Hans brunnar skildrar ett antal scener och motiv. För Nils Sjögren var berättandet centralt i konstverken och formen underordnad: "Konst är ett meddelande från människa till människa. Från hjärta till hjärta."
Han var 1926-1941 lärare i skulptur på Konstakademien i Stockholm, till en början till 1931 som vikarie för Carl Milles, och senare professor 1931-41. Han hade bland annat Liss Eriksson, Willy Gordon, Bror Marklund, Gustav Nordahl, Edvin Öhrström och Allan Runefelt som elever. Han var drivande tillsammans med bland andra Isaac Grünewald, Otte Sköld och Birger Simonsson i en omorganisation av Konsthögskolan i slutet av 1930-talet.
Nls Sjögren gifte sig i maj 1919 med Anna Sjögren, född Christenson, som studerade konsthistoria på Uppsala universitet. Paret bodde därefter fram till 1922 i Paris. I Frankrike föddes deras son Bengt Sjögren 1920. 
Med sin familj bodde han och arbetade från 1938 och till sin död 1952 i Villa Matadi i Neglinge i det då konstnärstäta Saltsjöbaden samtidigt med generationskamraterna  Gustav Nordahl, Sven X-et Erixson, Stellan Mörner, Isaac Grünewald, Sigrid Hjertén och andra. Villa Matadi var familjen Sjögrens hem mellan 1938 och 1980. Anna Sjögren levde till 1990. Villa Matadi hade ritats 1891 av arkitekt Edward Ohlsson för K.A. Wallenberg. Vid Pålnäsviken vid Neglingeviken ligger även några andra av Saltsjöbadens äldsta villor. De är Nygrenska villan från 1892 samt Villa Amalfi även den ritad av arkitekt Edward Ohlsson och uppförda mellan 1892 och 1893. Familjen Sjögrens hus, var jämte Isaac Grünewalds Grünewaldvillan, centralpunkter för en livaktig konstnärskoloni i Saltsjöbaden. Han var på olika sätt engagerad i att stärka konstnärernas ställning, bland annat som ordförande i Konstnärernas Riksorganisation och som ledamot i styrelsen för Statens konstråd. Nils Sjögren är begravd på Norra Begravningsplatsen i Stockholm.

## Verk i urval

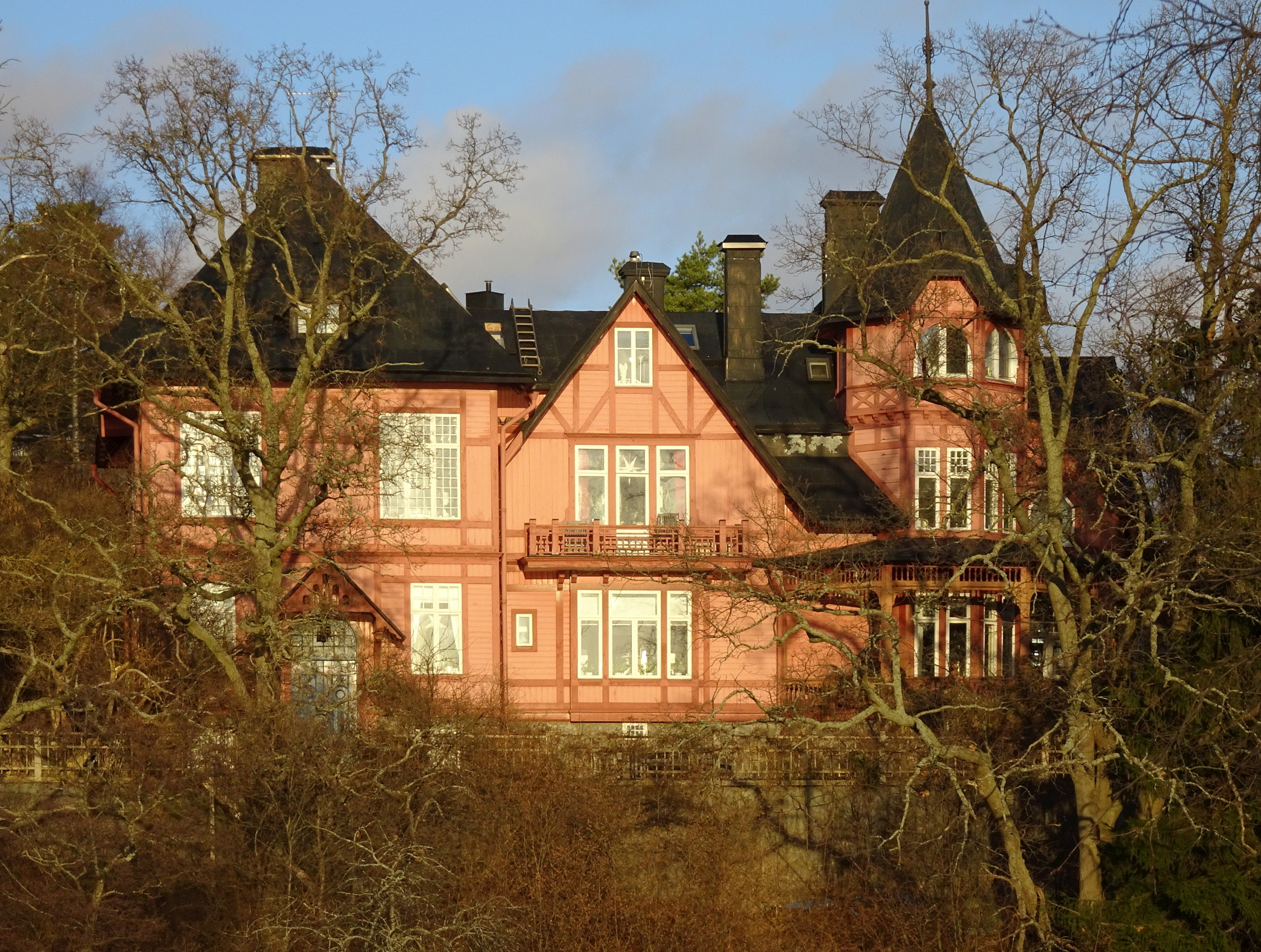
Villa Matadi i Saltsjöbaden, Nacka kommun, var familjen Sjögrens hem mellan 1938 och 1980.

- Relieffris i Engelbrektsrummet på Örebro slott (1928)
- Statyetter på Stockholms Stadsbibliotek (1928), brons (Adam, Eva och Krigarfigur)
- Vasabrunnen (1928), brons, Larmtorget i Kalmar, den första av en serie brunnar i svenska städer
- Vågen och vindarna (1931), Tegelbacken, vid Stockholms ström i Stockholm
- Finn Malmgren (1931), brons, Börjeplan i Uppsala
- Olaus och Laurentius Petri (1929-34), vid Olaus Petri kyrka, Örebro
- Systrarna (1935-45), marmor, Mosebacke torg i Stockholm
- Krönikebrunnen  (1934-39), brons i Skara
- Sjuhäradsbrunnen eller Torgbrunnen (1934-41), brons, Stora torget i Borås
- Melodin, konstgöt, bostadsrättsföreningen Brudlyckan i Norrköping, rest 1948, Snigelparken i Årsta i Stockholm, rest 1953, med titel Melodi.
- Efter badet eller Sommar (rest 1944), i stengöt, Reimersholme i Stockholm, med namnet Sommar i stengöt utanför Länsmuseet i Linköping och i Stadsträdgården i Gävle, i brons  (rest 1947), på Guldhedstorget i Göteborg
- Fontänen Tragos - Tragediens födelse (uppsatt 1943), brons, i Malmö
- Cecilia, brons, Kungsparken i Skene
- De fyra elementens brunn (1941-58), brons, Torget i Enköping
- Rochdalemonumentet (1944), granit, Vår gård i Saltsjöbaden
- Venus i snäckan (1950), Domarringens skola i Uppsala
- Mot framtiden (1950), granit, Vår gård i Saltsjöbaden
- Teaterbrunnen, eller Tragos (1945-53), kalksten och brons, framför Malmö Opera i Malmö
- Sjömannen (rest 1953), brons, vid Sjöhistoriska Museet vid Djurgårdsbrunnsviken i Stockholm
- Gipsfresk, Bastugatan 21 i Stockholm
- Venus i snäckan (?), (1937), fontän, brons, På innegården till Birger Jarlsgatan 16 i Stockholm

- Sjögren  finns representerad vid bland annat Nationalmuseum[8], Moderna museet[9] i Stockholm och Kalmar konstmuseum[10].

## Galleri (urval)

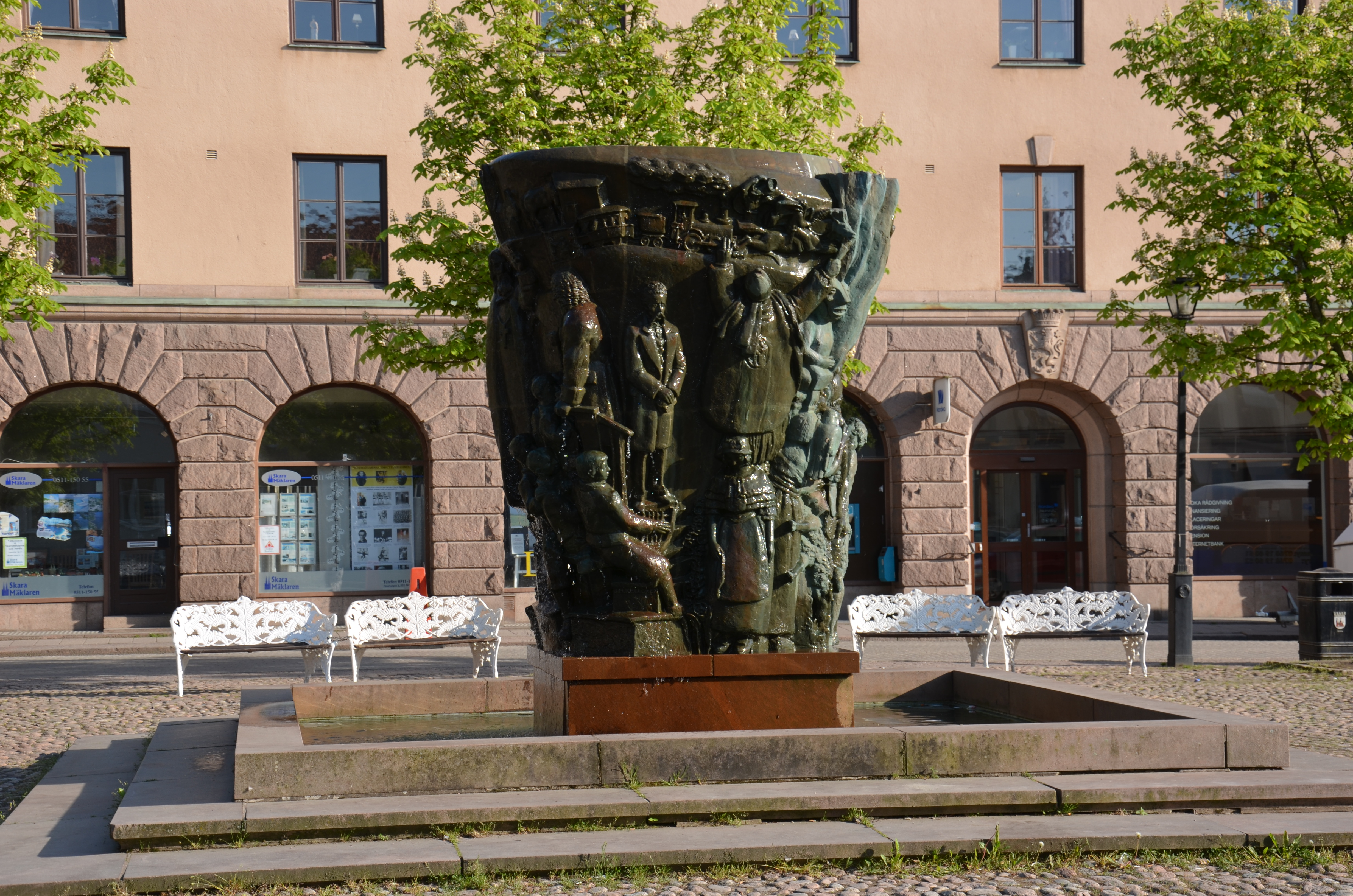
Krönikebrunnen i Skara.
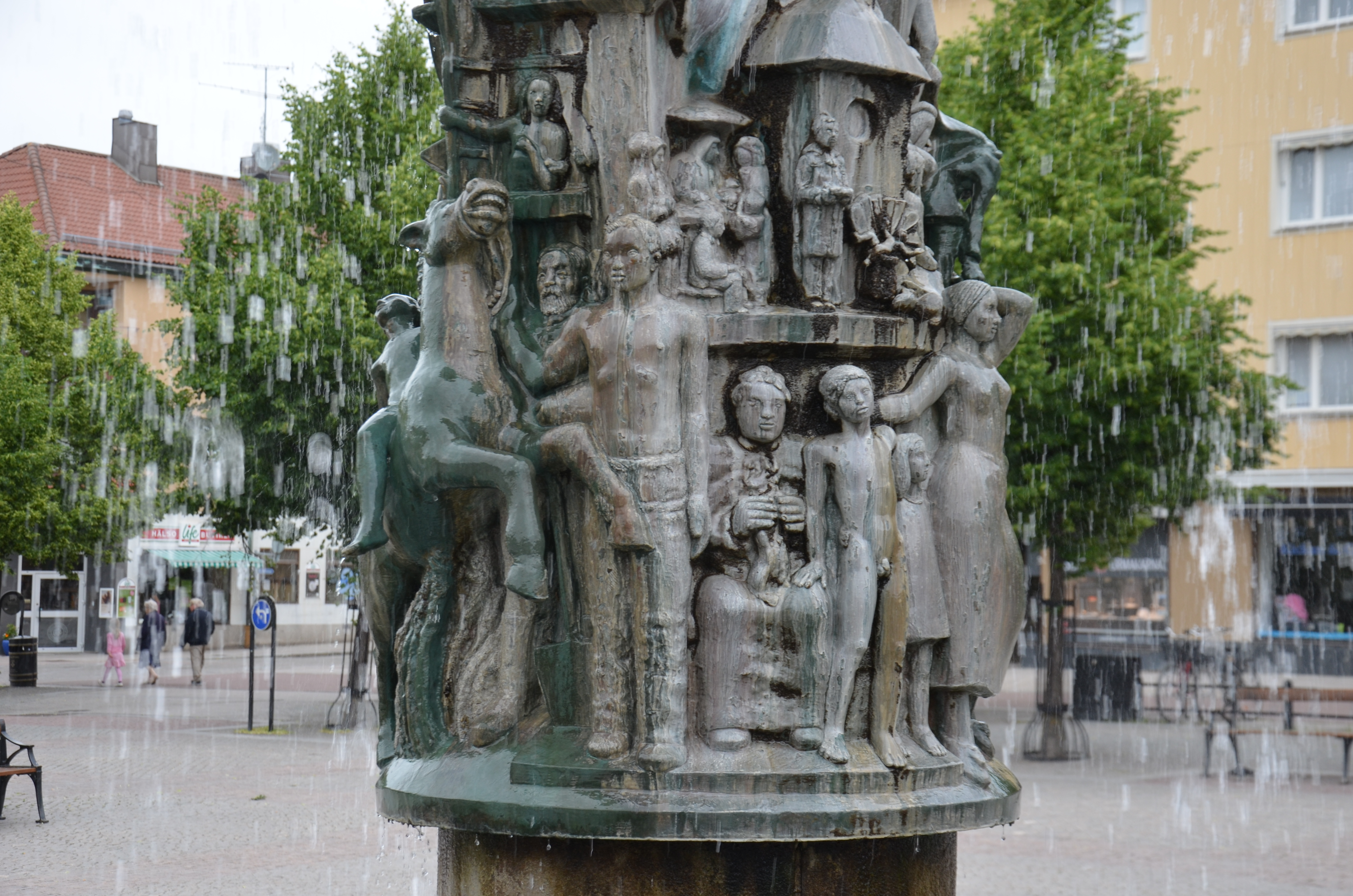
De fyra elementens brunn på Stora torget i Enköping.
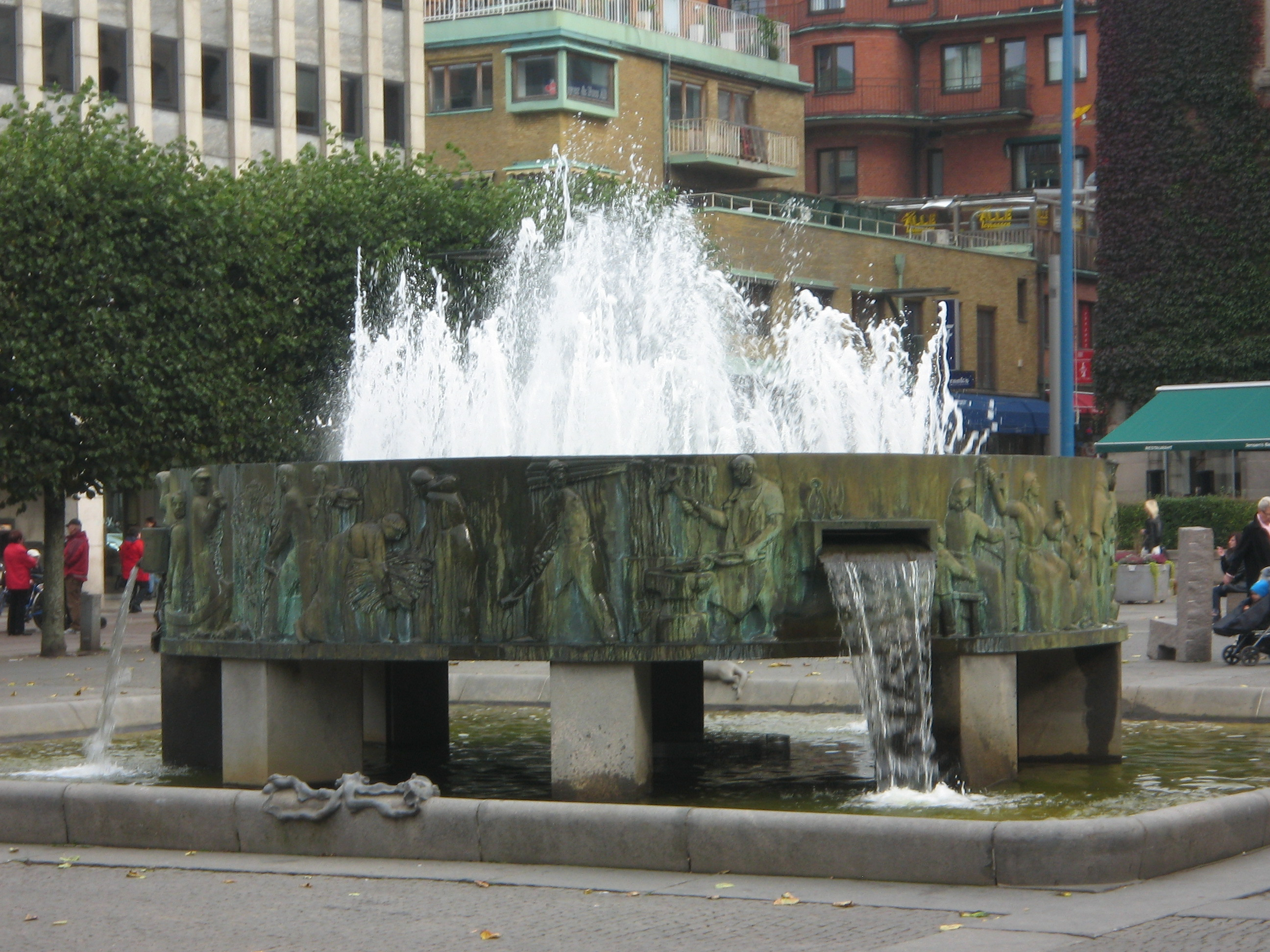
Sjuhäradsbrunnen (1934-1941), Stora torget, Borås.
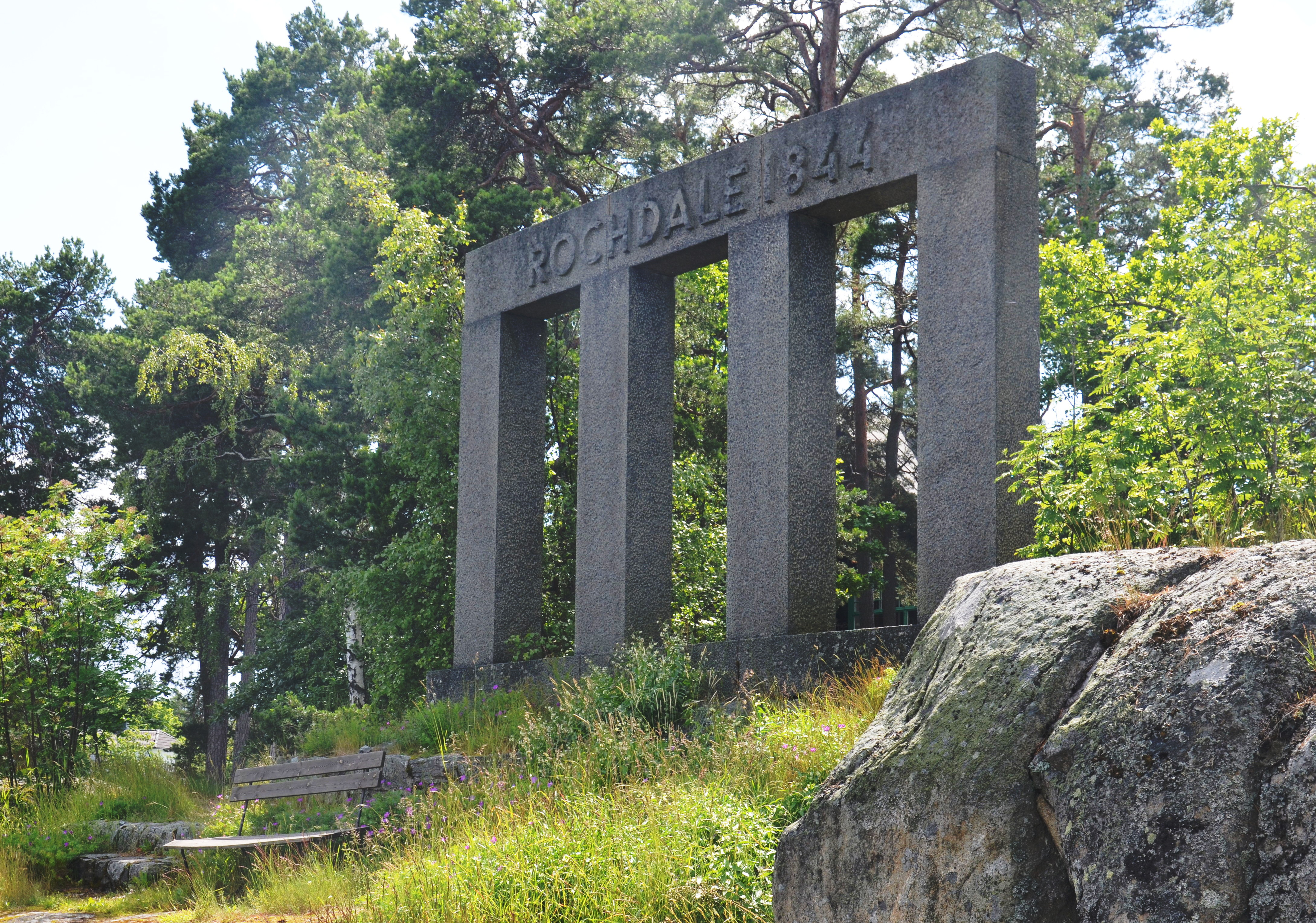
Rochdalemonumentet (1944), Sjöudden, Vår Gård, Saltsjöbaden.
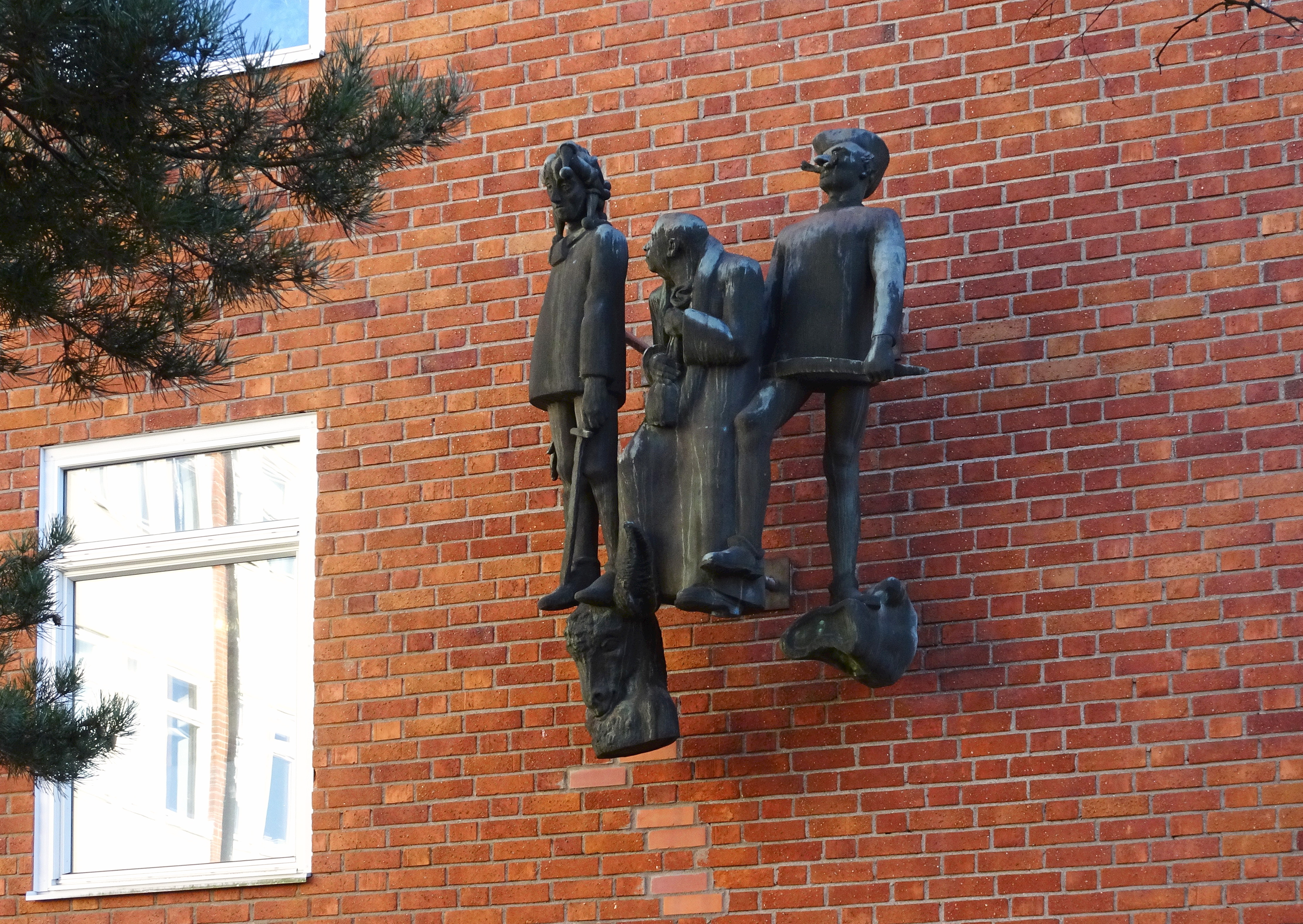
Fasadskulptur Comedia del'Arte, Bandhagens gymnasium.